# Contarex
Contarex — линейка профессиональных однообъективных зеркальных малоформатных фотоаппаратов с фокальным затвором, выпускавшихся компанией Zeiss Ikon с 1958 до 1972 года. В общей сложности изготовлено 55 000 фотоаппаратов Contarex разных моделей. Специально подготовленный экземпляр камеры использован астронавтом Эдвардом Уайтом во время первого выхода американца в открытый космос 3 июня 1965 года.
Создавая фотоаппарат, Zeiss Ikon стремилась достичь непревзойдённого технического совершенства и качества изготовления. В результате Contarex получился очень дорогим и быстро начал проигрывать на рынке менее амбициозному японскому аналогу Nikon F. Камера так и не смогла окупить вложенные в её разработку инвестиции, что вместе с огромным количеством рекламаций стало одной из причин финансового упадка компании и прекращения выпуска всей фототехники.

## Технические особенности
Фотоаппараты Contarex имеют очень сложную конструкцию, в настоящее время практически не подлежащую ремонту. Первая модель состояла из 1100 деталей. Демонтаж одного только верхнего щитка для доступа к её механизмам состоял из 43 операций. Однако, сложность была оправдана техническим совершенством и высоким качеством сборки.
Все фотоаппараты семейства оснащались классическим фокальным затвором с горизонтальным ходом матерчатых шторок. Диапазон выдержек от 1/1000 до целой секунды при синхронизации на 1/60 секунды типичен для аппаратуры такого класса тех лет. Диск механизма переключения выдержек с помощью пассика и редуктора поворачивает корпус гальванометра в соответствии с изменением экспозиции. В результате стрелка, видимая в поле зрения видоискателя, тоже поворачивается, совмещаясь с «нулевым» индексом.
Кольцо диафрагмы на объективах для Contarex отсутствует, и её бесступенчатая регулировка производится изнутри камеры при помощи колеса на корпусе. С диафрагмой объектива при помощи зубчатой трансмиссии сопряжена ещё одна ирисовая диафрагма, расположенная перед селеновым фотоэлементом экспонометра. Изменение её отверстия, синхронное с предустановленным значением прыгающей диафрагмы объектива, меняет площадь освещаемой поверхности, автоматически передавая в экспонометр выбранное колесом относительное отверстие. Благодаря сопряжению колёс выдержки и диафрагмы со встроенным экспонометром впервые в зеркальном фотоаппарате реализовано полуавтоматическое управление экспозицией.  
В отличие от большинства аналогов, прыгающая диафрагма объективов Contarex не открывается автоматически после срабатывания затвора, а требует его взвода. На передней стенке рядом с объективом расположен рычаг автоспуска. Задняя стенка фотоаппаратов съёмная и может заменяться специальными магазинами, состоящими из двух кассет и светоизолированного фильмового канала. Магазины могут отделяться от камеры при дневном свете, независимо от числа отснятых кадров, и позволяют переходить с одного типа плёнки на другой и обратно в любой момент. При этом, во все магазины встроены собственные счётчики.

## Модели

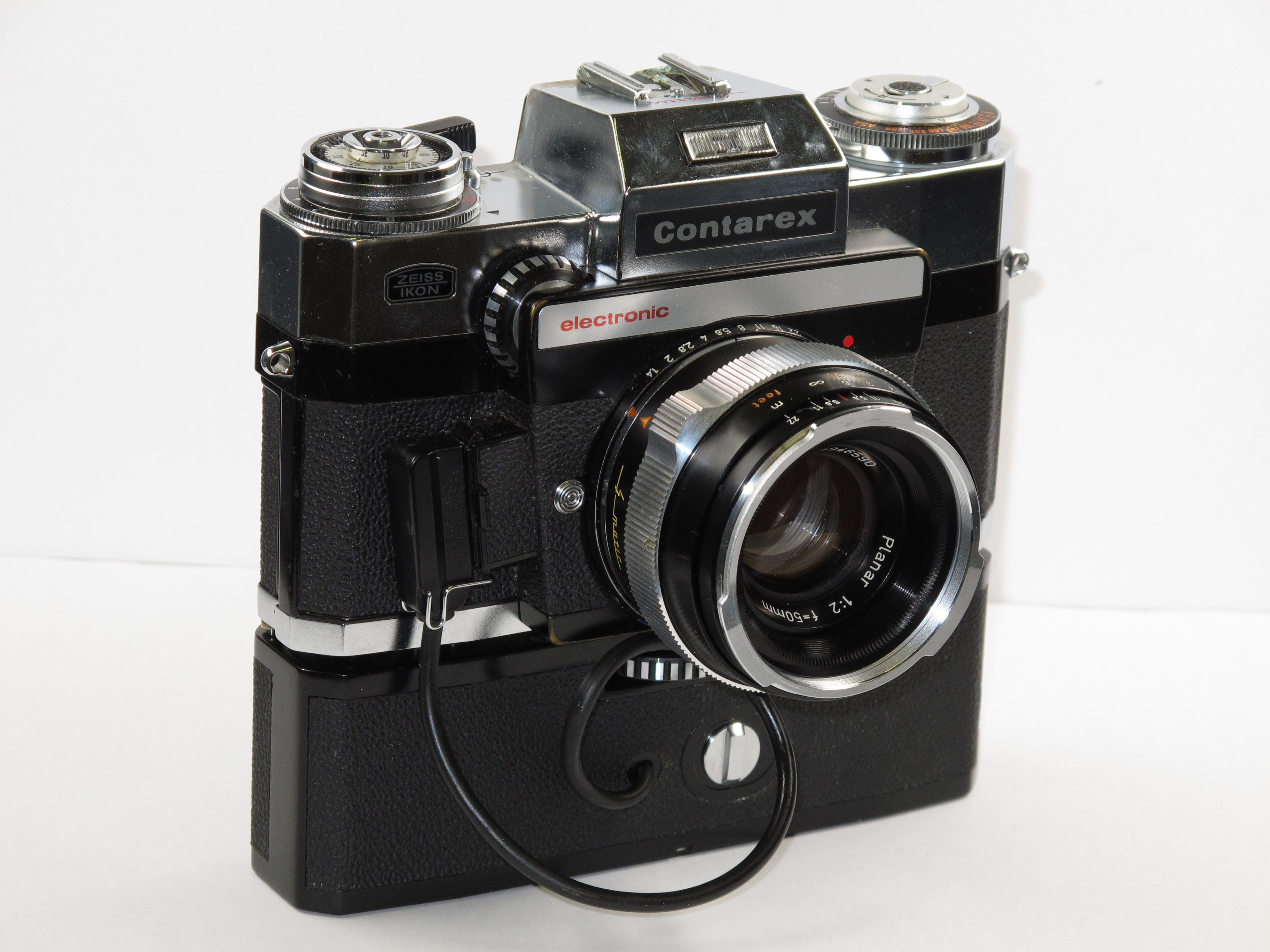
Фотоаппарат Contarex SE с приставным электроприводом

Всего было выпущено пять моделей фотоаппаратов Contarex. Первая модель выпускалась с 1959 по 1966 год, и её тираж 32 000 составляет более половины от общего. Она не имела никаких индексов, но для исключения путаницы её часто упоминают под названием Contarex I. За характерный внешний вид с круглым окном фотоэлемента над объективом камера получила прозвище Bullseye («бычий глаз», в США) или Cyclops («циклоп», в Великобритании). Фотоаппарат заменил выпускавшиеся до него Contax IIa и Contax IIIa, поддержав тенденцию отказа от дальномерных камер в пользу зеркальной фототехники. Contarex I считается первым в мире однообъективным зеркальным фотоаппаратом с экспонометром, сопряжённым с органами управления диафрагмой и выдержкой затвора. 
С 1960 до 1964 года выпускалась специальная версия Contarex Spezial без экспонометра, но со сменным видоискателем. Модель предназначена для научных исследований и хорошо стыкуется с оптическими приборами, например с микроскопом. Это самая редкая версия Contarex: всего выпущено 1600 экземпляров. В 1964 году Contarex I был усовершенствован, получив название Contarex D и сменные фокусировочные экраны. Рассеиватель фотоэлемента выполнен съёмным для повышения чувствительности экспонометра при слабом освещении. Кроме того, появилась функция впечатывания в межкадровый промежуток рукописных комментариев с таблички, вставляющейся в специальное гнездо.
В 1966 году выпуск всех вариантов Contarex I прекращён, а вместо них освоено производство новой камеры Contarex P (Professional) в корпусе изменённой формы, без экспонометра и круглого «глаза» над объективом. Выпущено всего 1500 экземпляров камеры этой модели, стоившей почти вдвое дороже большинства конкурентов, имеющих встроенный сопряжённый экспонометр. Следующий Contarex S появился через год, получив современный TTL-экспонометр с сернисто-кадмиевым фоторезистором. Значения выдержки и диафрагмы проецировались в поле зрения видоискателя, а головка выдержки стала вращаться без необходимости подъёма. Завершила линейку в 1968 году модель Contarex SE (Super Electronic), впервые в мире оснащённая электромеханическим затвором. Без батарей камера полностью теряет работоспособность. 
Несмотря на техническое совершенство, ни одна из моделей Contarex не оправдала надежд, возложенных на неё разработчиками. Предназначенные для профессиональной фотографии, фотоаппараты оказались для неё недостаточно надёжны и очень сложны в ремонте. Для фотолюбителей Contarex был слишком дорог, а рынок фотожурналистики был проигран более ремонтопригодным японским фотоаппаратам и немецкому Leicaflex. Начиная с 1954 года, когда началось проектирование Contarex, Zeiss Ikon перестала получать прибыль и субсидировалась за счёт Carl Zeiss. В итоге фирма так и не смогла вернуть средства, потраченные на разработку, изготовление и многочисленные гарантийные ремонты Contarex, и в 1971 году закрыла завод и прекратила своё существование. Сборка мелких партий Contarex из оставшегося задела деталей продолжилась на заводах Carl Zeiss в Оберкохене, но вместо Zeiss Ikon фотоаппараты маркировались одним словом Zeiss. Название Zeiss Ikon не использовалось до 2006 года, когда права на него были получены японской компанией Cosina.

## Объективы
Для фотоаппаратов семейства с оригинальным байонетом выпускалась обширная линейка объективов, включающая как совершенно новые конструкции, так и объективы от Contax, пересчитанные заново с учётом новейших достижений в производстве оптического стекла и просветления. Все они, кроме классического «Биогона», оснащались прыгающей диафрагмой, автоматически закрывающейся до рабочего значения перед срабатыванием затвора. Базовая линейка включала двенадцать объективов, но постепенно их число выросло до нескольких десятков:
- Zeiss Biogon 4,5/21
- Zeiss Distagon 4/18, 2,8/25 и 2,0/35
- Zeiss Planar 2/50 и 1,4/55
- Zeiss Tessar 2,8/50
- Zeiss Sonnar 2/85 и 4/135
- Zeiss Olympia-Sonnar 2,8/135
- Zeiss Olympia-Sonnar 2,8/180 и 4,0/250
- Zeiss Mirotar 4,5/500 и 5,6/1000
- Zeiss Vario-Sonnar 2,8/40~120 и 4/80~250

Сверхширокоугольник «Биогон» имел проверенную временем симметричную конструкцию, и из-за этого для его установки требовалась фиксация зеркала в поднятом положении. Вместо неработающего основного зеркального видоискателя для кадрирования использовался дополнительный телескопический визир из комплекта объектива, а фокусировка выполнялась по метражной шкале. Такой способ в начале 1960-х считался общепринятым, и использовался как в дальномерных, так и в ранних зеркальных фотоаппаратах благодаря большой глубине резкости короткофокусной оптики. С появлением ретрофокусных широкоугольников на смену «Биогону» пришли объективы Distagon, не требующие подъёма зеркала.